# Straža pri Raki
Straža pri Raki je naselje v Občini Krško.